# Château d'Aarbourg
Le château d'Aarbourg, appelé en allemand Festung Aarburg, est une forteresse située sur le territoire de la commune argovienne d'Aarburg, en Suisse.

## Histoire
Si la date exacte de construction du château n'est pas connue, celui-ci a probablement été bâti aux alentours de 1200 par la famille de Büron ; il est mentionné pour la première fois au début du XIIIe siècle comme possession des comtes de Frohburg, comme centre d'un bailliage qui contrôlait la route nord-sud longeant l'Aar. En 1299, les Frohbourg vendent le château et la seigneurie aux Habsbourg qui le confient à leurs vassaux, la famille de Kriech après 1330.
Le 20 avril 1415, le château est assiégé par les troupes bernoises qui s'en emparent après quelques jours. Dès 1416, c'est un bailli bernois qui réside au château d'où il gère l'entier de l'Argovie bernoise. Celle-ci sera par la suite découpée en plusieurs bailliages entre 1442 et 1732.
Les bâtiments furent étendus à plusieurs reprises, dont la première en 1470. Des modifications ultérieures, conduites au XVIe siècle (1534 - 1535) et au XVIIe siècle (1621, puis 1659 – 1673) amenèrent à la création d'une imposante structure baroque assurant le lien entre les villes protestantes de Berne et Zurich. À partir de 1666, la forteresse est continuellement occupée par une garnison pour répondre aux attaques des provinces voisines, restées catholiques ; une partie du château est utilisée comme prison et accueille en particulier des prisonniers politiques, dont Jacques-Barthélemy Micheli du Crest.
Le 10 mars 1798, le château se rend sans combattre à l'armée française. Il est donné au nouveau canton d'Argovie en 1804 ; celui-ci l'utilise tout d'abord comme arsenal et caserne jusqu'en 1826, puis comme prison jusqu'à son abandon en 1864. Le parlement cantonal décide, en 1891, d'y établir une « institution pour criminels et scélérats juvéniles » ; ouvert en 1893, cette institution sera la première du genre en Suisse. Tout d'abord principalement centré sur la discipline, l'ordre et les punitions, le système évolua depuis les années 1930 pour donner une part toujours plus grande à l'éducation. En 1972, puis en 1989, le nom de l'institution changea pour refléter cette évolution.
L'ensemble du bâtiment est inscrit comme bien culturel d'importance nationale.

## Sources
- (en) Cet article est partiellement ou en totalité issu de l’article de Wikipédia en anglais intitulé « Aarburg Castle » (voir la liste des auteurs).